# Operatie Platinfuchs

Operatie Platinfuchs was een Duitse operatie tijdens de Tweede Wereldoorlog, met als bondgenoot Finland. De operatie vond plaats aan het Oostfront en had als doel om de stad Moermansk in de Sovjet-Unie met haar haven aan de Barentszzee te veroveren. Operatie Platinfuchs maakte deel uit van Operatie Silberfuchs.

## Achtergrond
Tijdens de lancering van Operatie Barbarossa, de Duitse inval in de Sovjet-Unie, op 22 juni 1941 werden er enkele eenheden van het Armeeoberkommando Norwegen naar Petsamo in Finland gestuurd om het te verdedigen tegen een mogelijke Russische aanval (Operatie Renntier). In Petsamo voegden ze zich bij Finse troepen die gestationeerd waren bij de grens met de Sovjet-Unie. De Duitse divisies bestonden uit Duitse elitetroepen (Gebirgsjäger) die speciaal getraind waren om te opereren binnen de Noordpoolcirkel.
Deze groep Duits-Finse troepen kregen het bevel om, als onderdeel van Operatie Barbarossa, Operatie Silberfuchs te lanceren. Silberfuchs hield in dat de Sovjet stad Moermansk werd aangevallen van twee kanten, en bestond dus ook uit twee delen. Het ene deel, waarbij de troepen vanuit Petsamo richting Moermansk optrokken kreeg de naam Operatie Platinfuchs. Het andere deel, waarbij Moermansk werd aangevallen vanuit het zuiden, en waarbij eerst de steden Kandalaksja en Salla werden ingenomen, werd Operatie Polarfuchs genoemd.

## Aanval
Operatie Platinfuchs werd gelanceerd op 29 juni 1941. Het Gebirgskorps Norwegen, onder leiding van Generalleutnant Eduard Dietl, bestaande uit de 2e Bergdivisie, de 3e Bergdivisie en leden van de Finse grenswachten, stak de grens over en rukte op richting Moermansk.
Aanvankelijk boekten de Duitsers en Finnen vooruitgang, maar het ruige terrein en het felle verzet van de Sovjetsoldaten (leden van het 14e Leger) konden ze tot stilstand te brengen. Er werd besloten om de aanval verder richting het zuiden voort te zetten, richting het Duitse XXXVI Gebirgskorps, nabij Salla, en later richting het Finse III Armeijakunta, nabij Kiestinki.

## Nasleep
De mislukking van Operatie Platinfuchs had een grote invloed op het verloop van de oorlog. De Sovjet-Unie ontving een ruim een kwart van de goederen van de Lend-Lease Act via Moermansk-konvooien en kon daardoor verzet blijven bieden.